# Kootenay
Kootenay (anglicky Kootenay Lake) je jezero v provincii Britská Kolumbie v Kanadě. Nachází se ve Skalnatých horách mezi hřbety Purcell a Nelson. Vzniklo zaplavením údolí. Má rozlohu 435 km². Je 100 km dlouhé a 1,5 až 6 km široké.

## Vodní režim
Přes jezero protéká řeka Kootenay.